# Phyllodes meyricki
Phyllodes meyricki är en fjärilsart som beskrevs av Oliff 1889. Phyllodes meyricki ingår i släktet Phyllodes och familjen nattflyn. Inga underarter finns listade i Catalogue of Life.